# 梅鲁埃洛
梅鲁埃洛，是西班牙坎塔布里亚的一个市镇。总面积16平方公里，总人口1188人（2001年），人口密度74人/平方公里。